# Ильинская церковь (Орша)
Ильинская церковь (храм в честь пророка Божия Илии) — православный храм в г. Орша (Витебская область Белоруссии). Располагается на левом берегу Днепра (в «Заднепровье»), напротив древнего городища по ул. Ильинская, 1. Включён в Регистр культурных ценностей Републики Беларусь, охраняется государством. В церковном подчинении относится к Витебской епархии БПЦ.

## История
Храм основан (восстановлен) около 1460 г. польским королём Казимиром Ягеллоновичем, в память спасения от утопления своей супруги Елизаветы, которое случилось в день памяти св. пророка Илии. Игумен Орест указывает, что храм существовал раньше и в 1447 г. был уничтожен пожаром.
Церковь многократно горела и всегда отстраивалась.
В годы нахождения Орши в составе Речи Посполитой всегда оставалась православной и использовалась как кладбищенская церковь в пригородной Ильинской Слободе.
В 1706 г. в храме молился российский царь Пётр I, о даровании победы российскому воинству против шведов.
В 1824 г. храм сгорел, и около него в 1825 г. была построена Введенская кладбищенская церковь.
Новый Ильинский храм был построен в 1842 г. и 9 июля был освящен Могилевским архиепископом Смарагдом
В 1850 г. около Ильинской церкви была построена теплая церковь в честь вмц. Софии, в память княгини Софии Юрьевны, построившую Ильинскую церковь после пожара в 1605 г.
3 мая 1894 г. из-за детской шалости эти два храма были уничтожены пожаром.

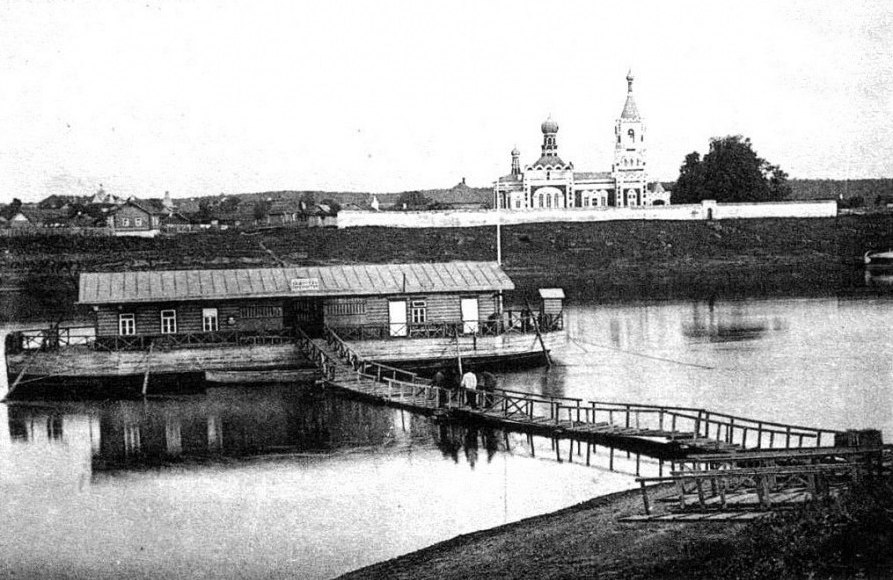
Вид на Ильинский храм в нач. XX в.

В 1895—1896 гг. при помощи хозяйственного управления при Св. Синоде, а также многочисленных пожертвований, в 1898 г. храм был отстроен, но уже каменный, который сохранился до нынешнего времени.
На небольшом расстоянии от храма была переправа через Днепр, где в основном левобережные жители уезда устраивали ярмарки.
В 1920-30-х гг. церковь находилась в руках «патриаршей» церкви, в которой служили изгнанные из монастырей кутеинские монахи и монахини.
К 1937 г. была закрыта советской властью и богослужения проводились в частных домах.
В послевоенные годы храм не закрывался (с 1961 по 1990 гг. был единственный храм в городе), в котором богослужения совершались не регулярно: 1-4 раза в месяц. До 14 ноября 1995 храм имел статус кафедрального собора г. Орша.

## Современное состояние
В 1996 г. при храме было организованно монашеское сестричество, а в 1997 г. открыт Успенский женский монастырь монастырь. Восстановить монастырь на старом месте 1631 г. основания (микрорайон-2) было невозможно, поскольку он был полностью разрушен, а территория была занята СШ № 20, детским садом и жилыми зданиями.

## Причт
Священники:
- Протоиерей Василий Твербус-Твердый — упом. в 1842,[5] 1861—27.10.1869.[6]
- Иерей Василий Лобов — 16.12.1869[7] — 13.8.1910[8].
- Иерей Николай Жудро — 6.10.1910[9] — 14.12.1915.[10]
- Иерей Василий Пиневич — 14.12.1915
- Протоиерей Константин Свидерский - 1926 г.
- Протоиерей Николай Савчук — 1932 г.[11]
- Иеромонах Варсонофий (Поминальный) — 5.10.1944 — 15.5.1951.
- Иерей Владимир Томашевич — 1951—1960.
- Иерей Николай Ледник — 16.11.1960 — 13.10.1961.
- Иерей Аркадий Стрелковский — 13.10.1961 — 25.5.1963.
- Протоиерей Петр Прялкин — 4.9. — 3.10.1964.[12]
- Протоиерей Борис Бураков — 15.10.1964 — 19.5.1965.
- Протоиерей Димитрий Наумов — май-октябрь 1965.[13]
- Протоиерей Евгений Омельянюк — 12.10.1965 — 24.2.1966.
- Иерей Георгий Харитонович — 24.2.1966 — 21.1.1972.
- Протоиерей Евгений Кушнир — 27.1.1972 — 16.7.1984.
- Протоиерей Ростислав Наумов — 27.7.1984 — 12.9.1986.
- Протоиерей Иоанн Мисеюк — сентябрь 1986 — февраль 1988.
- Протоиерей Михаил Карандей — 24.2.1988 — 10.1.1990.[12]
- Протоиерей Симеон Витько — уп. в 1990[14]
- Иерей Михаил Мартынович до 16.12.1994

Псаломщики: 
- Григорий Голынец (до 18.07.1888)
- Диакон-псаломщик Полиевкт Валюженич (03.10.1888-01.03.1905)
- Диакон-псаломщик Иоанн Полторацкий (07.03.1905-31.01.1907)
- Стихарный псаломщик Стефан Дубровский (03.02.1907-26.07.1909)

Старосты: 
- Карп Мурашко (уп. 03.02.1894)